# Pat Falloon
Patrick J. Falloon (né le 22 septembre 1972 à Foxwarren, dans la province du Manitoba au Canada) est un joueur professionnel retraité de hockey sur glace ayant évolué à la position d'ailier droit.

## Carrière
Après avoir connu une carrière remarquable au niveau junior avec les Chiefs de Spokane de la Ligue de hockey de l'Ouest qu'il mène d'ailleurs au championnat de la Coupe Memorial et après avoir remporté la médaille d'or avec l'équipe du Canada à l'occasion du championnat du monde junior, Pat Falloon se voit être réclamé par les Sharks de San José au deuxième rang du repêchage de 1991 de la Ligue nationale de hockey derrière Eric Lindros.
Promu à une brillante carrière alors qu'il n'est que junior, Falloon devient joueur professionnel dès la saison suivante et est appelé à tenir un rôle clé au sein de la nouvelle franchise californienne. L'ailier répond à ses attentes dès sa venue dans l'équipe et cumule pas moins de vingt-cinq buts à sa première saison complète dans la LNH. Au terme de cette saison il retourne avec l'équipe du Canada avec qui il dispute le championnat du monde de 1992.
De retour à San José pour sa deuxième saison, il voit celle-ci être amputée de moitié alors qu'il subit une blessure. Il revient néanmoins en force pour la saison 1993-1994 où il dispute toutes les rencontres du club et franchit pour la deuxième fois le plateau des vingt buts en une saison.
Connaissant un lent début de saison en 1994-1995, il se voit être incapable de tenir le rôle de marqueur que les Sharks lui demandent et est alors relégué à un rôle de soutien. Ayant perdu confiance en lui, les Sharks l'échangent au début de la saison suivante aux Flyers de Philadelphie.
Dès son arrivée avec les Flyers, Falloon retrouve sa touche de marqueur, récoltant 48 points en 62 rencontres. Cependant, il voit sa production diminuée à nouveau en 1996-1997 alors qu'il n'obtient que 23 points en 52 parties. Ses inconstances dans son jeu forcent les Flyers à procéder à une transaction au cours de la saison 1997-1998, l'envoyant en compagnie de Václav Prospal aux Sénateurs d'Ottawa en retour d'un autre ancien premier choix de repêchage connaissant des difficultés, Alexandre Daigle.
N'inscrivant que six points en 28 parties sous le maillot des Sénateurs, ceux-ci décident de ne pas renouveler son contrat. Devenant alors agent libre à l'été 1998, il se joint aux Oilers d'Edmonton avec qui il reste une saison et demie avant d'être réclamé au ballotage par les Penguins de Pittsburgh.
Redevenu joueur autonome à l'été 2000 et voyant qu'aucune équipe de la LNH ne lui offre de contrat, Falloon quitte pour la Suisse et rejoint le HC Davos de la Ligue National A pour une saison. Il revient dans sa ville natale l'année suivante et dispute une saison avec l'équipe sénior des Falcons de Foxwarren. Pat Falloon s'aligne par la suite pour les North Stars de l'Ile-des-Chênes, club de la ligue sénior du Manitoba avec qui il remporte la Coupe Allan en 2003 puis revient avec Foxwarren et aide ceux-ci à atteindre le titre de championnat de la North Central Hockey League, titre qu'il conservent jusqu'en 2006-07. Après une saison de plus avec les Falcons, Falloon se retire de la compétition à l'été 2008.

## Statistiques

### Statistiques en club
| Saison     | Équipe                 | Ligue          |     | Saison régulière | Saison régulière | Saison régulière | Saison régulière | Saison régulière |    | Séries éliminatoires | Séries éliminatoires | Séries éliminatoires | Séries éliminatoires | Séries éliminatoires |
| Saison     | Équipe                 | Ligue          | PJ  | B                | A                | Pts              | Pun              | PJ               | B  | A                    | Pts                  | Pun                  |                      |                      |
| 1988-1989  | Chiefs de Spokane      | LHOu           | 72  | 22               | 56               | 78               | 41               |                  |    |                      |                      |                      |                      |                      |
| 1989-1990  | Chiefs de Spokane      | LHOu           | 71  | 60               | 64               | 124              | 48               | 6                | 5  | 8                    | 13                   | 4                    |                      |                      |
| 1990-1991  | Chiefs de Spokane      | LHOu           | 61  | 64               | 74               | 138              | 33               | 15               | 10 | 14                   | 24                   | 10                   |                      |                      |
| 1991       | Chiefs de Spokane      | Coupe Memorial |     |                  |                  |                  |                  | 4                | 8  | 4                    | 12                   | 2                    |                      |                      |
| 1991-1992  | Sharks de San José     | LNH            | 79  | 25               | 34               | 59               | 16               |                  |    |                      |                      |                      |                      |                      |
| 1992-1993  | Sharks de San José     | LNH            | 41  | 14               | 14               | 28               | 12               |                  |    |                      |                      |                      |                      |                      |
| 1993-1994  | Sharks de San José     | LNH            | 83  | 22               | 31               | 53               | 18               | 14               | 1  | 2                    | 3                    | 6                    |                      |                      |
| 1994-1995  | Sharks de San José     | LNH            | 46  | 12               | 7                | 19               | 25               | 11               | 3  | 1                    | 4                    | 0                    |                      |                      |
| 1995-1996  | Sharks de San José     | LNH            | 9   | 3                | 0                | 3                | 4                |                  |    |                      |                      |                      |                      |                      |
| 1995-1996  | Flyers de Philadelphie | LNH            | 62  | 22               | 26               | 48               | 6                | 12               | 3  | 2                    | 5                    | 2                    |                      |                      |
| 1996-1997  | Flyers de Philadelphie | LNH            | 52  | 11               | 12               | 23               | 10               | 14               | 3  | 1                    | 4                    | 2                    |                      |                      |
| 1997-1998  | Flyers de Philadelphie | LNH            | 30  | 5                | 7                | 12               | 8                |                  |    |                      |                      |                      |                      |                      |
| 1997-1998  | Sénateurs d'Ottawa     | LNH            | 28  | 3                | 3                | 6                | 8                | 1                | 0  | 0                    | 0                    | 0                    |                      |                      |
| 1998-1999  | Oilers d'Edmonton      | LNH            | 82  | 17               | 23               | 40               | 20               | 4                | 0  | 1                    | 1                    | 4                    |                      |                      |
| 1999-2000  | Oilers d'Edmonton      | LNH            | 33  | 5                | 13               | 18               | 4                |                  |    |                      |                      |                      |                      |                      |
| 1999-2000  | Penguins de Pittsburgh | LNH            | 30  | 4                | 9                | 13               | 10               | 10               | 1  | 0                    | 1                    | 2                    |                      |                      |
| 2000-2001  | HC Davos               | LNA            | 43  | 12               | 26               | 38               | 49               | 4                | 1  | 0                    | 1                    | 2                    |                      |                      |
| 2001-2002  | Falcons de Foxwarren   | NCHL           | 23  | 51               | 60               | 111              | --               |                  |    |                      |                      |                      |                      |                      |
| 2003-2004  | Falcons de Foxwarren   | NCHL           | 26  | 55               | 63               | 118              | --               |                  |    |                      |                      |                      |                      |                      |
| 2004-2005  | Falcons de Foxwarren   | NCHL           | 16  | 23               | 41               | 64               | --               |                  |    |                      |                      |                      |                      |                      |
| 2005-2006  | Falcons de Foxwarren   | NCHL           | 22  | 44               | 49               | 93               | --               |                  |    |                      |                      |                      |                      |                      |
| 2006-2007  | Falcons de Foxwarren   | NCHL           | 21  | 28               | 48               | 76               | --               |                  |    |                      |                      |                      |                      |                      |
| 2007-2008  | Falcons de Foxwarren   | NCHL           | 13  | 17               | 18               | 35               | --               |                  |    |                      |                      |                      |                      |                      |
| Totaux LNH | Totaux LNH             | Totaux LNH     | 575 | 143              | 179              | 322              | 141              | 66               | 11 | 7                    | 18                   | 16                   |                      |                      |

### Statistiques en équipe nationale
| Année | Équipe | Compétition                 |   | PJ | B | A | Pts | Pun           |  | Résultat |
| 1991  | Canada | Championnat du monde junior | 7 | 3  | 3 | 6 | 2   | Médaille d'or |  |          |
| 1992  | Canada | Championnat du monde        | 6 | 2  | 1 | 3 | 2   | 7e place      |  |          |

## Honneurs et trophées
- Ligue de hockey de l'Ouest
  - Nommé dans la deuxième équipe d'étoiles en 1989.
  - Nommé dans la première équipe d'étoiles en 1991.
- Ligue canadienne de hockey
  - Nommé le joueur ayant le Meilleur état d'esprit de la LCH en 1991.
- Coupe Memorial
  - Vainqueur du tournoi avec les Chiefs de Spokane en 1991.
  - Nommé dans l'équipe d'étoiles du tournoi en 1991.
  - Récipiendaire du trophée Stafford-Smythe remis au joueur par excellence du tournoi en 1991.
- Coupe Allan
  - Vainqueur du tournoi avec les North Stars de l'Ile-des-Chênes en 2003.

## Transactions en carrière
- Repêchage 1991 : réclamé par les Sharks de San José (1er choix de l'équipe, 2e au total).
- 16 novembre 1995 : échangé par les Sharks aux Flyers de Philadelphie en retour de Martin Špaňhel, du choix de première ronde des Flyers au repêchage de 1996 (choix échangé ultérieurement aux Sabres de Buffalo puis aux Coyotes de Phoenix qui sélectionnent avec ce choix Daniel Brière) ainsi que le choix de quatrième ronde des Flyers au repêchage de 1996 (choix échangé ultérieurement aux Sabres de Buffalo qui sélectionnent avec ce choix Mike Martone).
- 17 janvier 1998 : échangé par les Flyers avec Václav Prospal et le choix de deuxième ronde des Stars de Dallas au repêchage de 1998 (choix acquis précédemment, les Sénateurs sélectionnent avec ce choix Chris Bala) aux Sénateurs d'Ottawa en retour d'Alexandre Daigle.
- 21 août 1998 : signe à titre d'agent libre avec les Oilers d'Edmonton.
- 4 février 2000 : réclamé au ballotage par les Penguins de Pittsburgh.
- 25 août 2000 : signe à titre d'agent libre avec le HC Davos de la Ligue National A de Suisse.

## Après le hockey
Falloon est devenu céréaliculteur près de Taché, au Manitoba, après avoir pris sa retraite du hockey. Le 23 janvier 2020, il a été reconnu coupable de conduite avec facultés affaiblies.